# 茨城県立水戸工業高等学校
茨城県立水戸工業高等学校（いばらきけんりつみとこうぎょうこうとうがっこう）は、茨城県水戸市に所在する公立の工業高等学校。水工（すいこう）の通称で呼ばれている。

## 概要
1909年に茨城県立工業学校として開校。設備面では他茨城県立の工業高校と比べ倍の設備を有している。また校内に「みずほ会館」という、県立高校としては数少ない合宿所が併設されており、運動部、茶道部を中心に利用されている。文化祭は「水工祭」と称し、3年に1度開かれる。

## 沿革
- 1908年11月 - 茨城県議会において、茨城県立工業学校設置の件、議決される。
- 1909年5月1日 - 授業を開始。本校校舎などの新築工事落成。
- 1947年 - サッカー部が第26回全国高等学校サッカー選手権大会出場。
- 1963年 - 硬式野球部が第45回全国高等学校野球選手権大会出場。
- 1978年 - 陸上部が全国高等学校総合体育大会陸上競技大会総合優勝。

## 設置学科
- 工業化学科
- 機械科
- 電気科
- 情報技術科
- 土木科
- 建築科

## 部活動

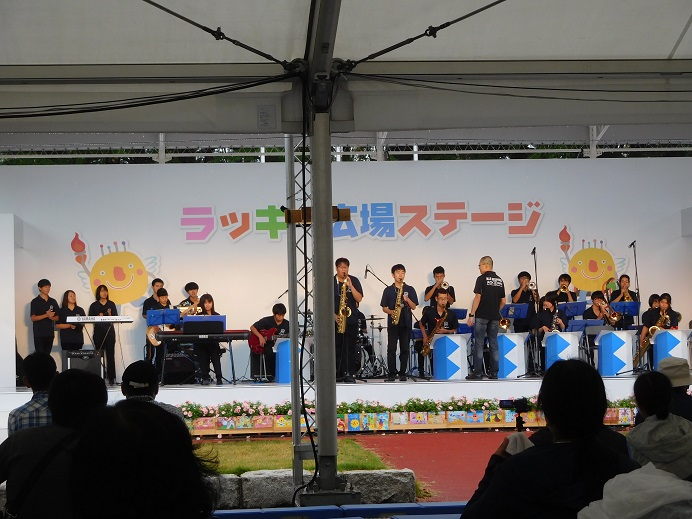
いきいき茨城ゆめ国体で演奏するジャスバンド部「BLUE BEGINNERS」

運動部
- サッカー部
- ソフトテニス部
- テニス部
- バスケットボール部
- バドミントン部
- バレーボール部
- 弓道部
- 剣道部
- 硬式野球部
- 山岳部
- 柔道部
- 水泳部
- 卓球部
- 軟式野球部
- 陸上部

文化部
- JRC部
- ジャズバンド部
- マイコン部
- 囲碁部
- 化学部
- 工業技術部
- 自動車部
- 写真部
- 美術部
- 茶道部
- 文芸部
- 無線部
- 建築研究部

同好会
- 軽音楽
- 物理
- 邦楽
- ダンス

## アクセス
- JR常磐線および水郡線・鹿島臨海鉄道大洗鹿島線水戸駅南口よりバスで「工業高校前」下車、徒歩約1分。
- 北関東自動車道水戸南ICより、国道50号バイパスを前橋方面へ15分程度。

## 著名な出身者
- 都筑政則（元陸上競技選手、男子100m走高校記録保持者〈記録10秒5〉）
- 平塚潤（元長距離走選手、アジア競技大会10000m銀メダリスト・現城西大学准教授、同大学男子駅伝部総監督）
- 杉浦竜太郎（元プロ野球選手）
- 根本学（元プロ野球選手）
- 生田目翼（プロ野球選手）
- GO!皆川（お笑い芸人）
- 鈴木賢治（お笑い芸人、すいたんすいこう）
- 永盛大樹（14代目水戸永盛藩当主）